# TomeRaider
TomeRaider（簡稱：TR）是一套這套軟體是由Yadabyte（页面存档备份，存于）所研製的文字資料庫的瀏覽軟體、閱讀軟體，它可以在手持式裝置（如PDA）或能執行Microsoft Windows的電腦上安裝、使用，
TomeRaider同時也是一套共享軟體，且除了有PC上所用的Windows版外，也有手持裝置所用的Pocket PC版、Palm OS版、以及EPOC版。TomeRaider目前最新的版本為3.x版，新版具備影像分類的功能，以及搜尋、壓縮等機制。另外在Pocket PC上的TomeRaider也支援HTML（透過MS-IE的描繪引擎），不過Palm OS版的技術層次就低了些，目前上無法支援HTML表格及Unicode編碼。至於檔案格式上，TomeRaider的.tr3檔與Palm上所用的檔案並沒有差別，使用者只要將.tr3檔改名成.pdb後再上載到Palm OS的裝置上即可，此外壓縮機制能讓文字檔案的儲存佔量減少約45%—60%（引據自常見問答集）。

## 相關參見
維基下載網站中有關.tr3檔案格式的下載內容

## 外部連結
- Yadabyte網站（页面存档备份，存于）（英文）
- TomeRaider官方網站（英文）
- versiontracer網站上的Palm OS版Tomeaider 3（資訊、下載網頁）（英文）